# جو نواندایک
جو نواندایک (انگلیسی: Joe Nieuwendyk؛ زادهٔ ۱۰ سپتامبر ۱۹۶۶) بازیکن هاکی روی یخ اهل کانادا است.
وی همچنین برندهٔ جوایزی همچون تالار افتخارات هاکی و جام استنلی شده‌است.
از باشگاه‌هایی که در آن بازی کرده‌است می‌توان به کلگری فلیمس اشاره کرد.